# Fruithurst
Fruithurst és un poble del Comtat de Cleburne a l'estat d'Alabama (Estats Units d'Amèrica).

## Demografia
Segons el cens del 2000, Fruithurst tenia 270 habitants, 107 habitatges, i 74 famílies. La densitat de població era de 102,2 habitants/km².
Dels 107 habitatges en un 30,8% hi vivien nens de menys de 18 anys, en un 53,3% hi vivien parelles casades, en un 10,3% dones solteres, i en un 30,8% no eren unitats familiars. En el 28% dels habitatges hi vivien persones soles el 13,1% de les quals corresponia a persones de 65 anys o més que vivien soles. El nombre mitjà de persones vivint en cada habitatge era de 2,41 i el nombre mitjà de persones que vivien en cada família era de 2,93.
Per edats la població es repartia de la següent manera: un 20,4% tenia menys de 18 anys, un 12,6% entre 18 i 24, un 24,4% entre 25 i 44, un 27,8% de 45 a 60 i un 14,8% 65 anys o més.
L'edat mediana era de 38 anys. Per cada 100 dones hi havia 98,5 homes. Per cada 100 dones de 18 o més anys hi havia 87 homes.
La renda mediana per habitatge era de 27.813 $ i la renda mediana per família de 31.667 $. Els homes tenien una renda mediana de 22.188 $ mentre que les dones 16.250 $. La renda per capita de la població era de 18.130 $. Aproximadament el 17% de les famílies i el 17,9% de la població estaven per davall del llindar de pobresa.

## Poblacions properes
El següent diagrama mostra les poblacions més properes.